# Whitney Biennial

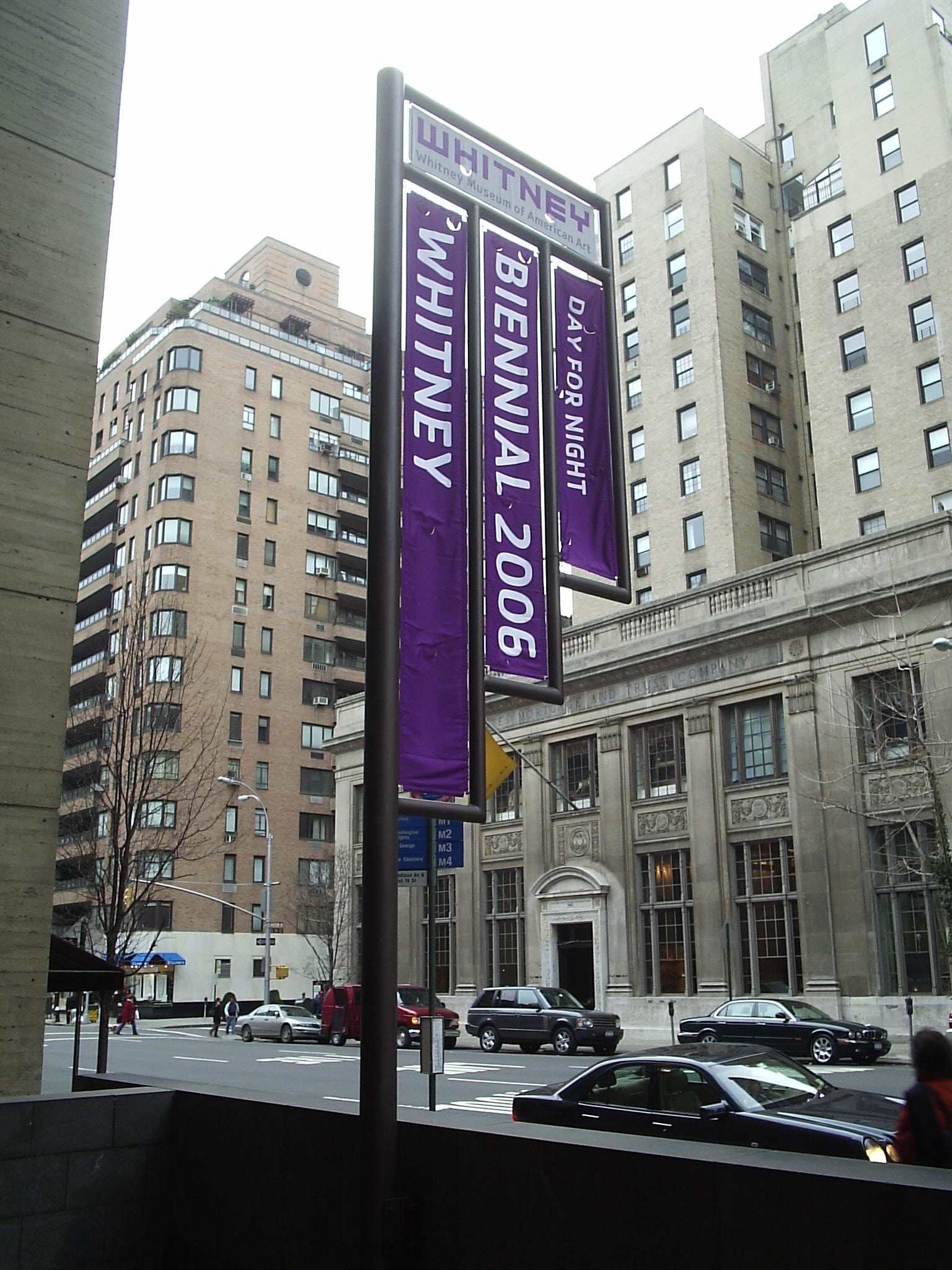
Die Fahne der Whitney Biennial Ausstellung aus dem Jahr 2006 vor dem Whitney Museum of American Art

Whitney Biennial ist eine alle zwei Jahre stattfindende Ausstellung US-amerikanischer zeitgenössischer Kunst, gewöhnlich von jungen und weniger bekannten Künstlern, im Whitney Museum of American Art in New York City, USA. Die erste Ausstellung fand 1932 statt und wurde zuerst jährlich veranstaltet. Sie ist eine richtungsweisenden Veranstaltung in der Kunstwelt.

## Geschichte
Seit 2000 wird der Bucksbaum Award einem Künstler der Ausstellung verliehen.
2002 bestand die Whitney Biennial aus einer offiziellen Ausstellung mit einer der digitalen Kunst gewidmeten Netzkunst-Abteilung, kuratiert von Christiane Paul, und einer WhitneyBiennial.com Webpräsenz. Christiane Paul fasste die gezeigte Netzkunst so zusammen:

„Auf dem Internet beruhende Kunst hat sich zu einem breiten Medium entwickelt und neue künstlerische Praktiken definiert: Narrative und zeitbasierte Arbeiten, Netzaktivismus/Hacktivismus, Telerobotik und Neudefinition von Browser-Konventionen. Die Auswahl der Biennale soll einen Eindruck von der Vielfalt der Netzkunst geben und auf im Laufe der Jahre entstandene Themen hinweisen: Daten-Visualisierung und Verknüpfung, Datenbank-Ästhetik, Paradigmen der Computerspiele, Vernetzte Gemeinschaften, Agenten-Technologien, Nomadische Geräte.“

2006 wurde die Ausstellung von Chrissie Iles and Philippe Vergne kuratiert, 2008 waren die Kuratoren Henriette Huldisch and Shamim M. Momin. Sie fand im Park Avenue Armory statt.
2010 fand die Biennale in den unteren drei Geschossen des Museums statt, kuratiert von Francesco Bonami und Garry Carrion-Murayari.
Die über drei Monate bis 27. Mai 2012 geöffnete 76. Biennale wurde von der sonst bei Whitney für Fotografie verantwortlichen Kunsthistorikerin Elisabeth Sussman zusammen mit dem Autor und früheren Kunstgalerie-Betreiber Jay Sanders kuratiert. Der Schwerpunkt lag diesmal auf Performance und überhaupt auf den darstellenden Künsten Tanz, Musik und Theater. Auf einer ganzen Etage fand dauerhaft „Action“ zu sämtlichen geöffneten Tageszeiten statt, die anderen waren den traditionellen Formen vorbehalten. Zu den insgesamt 51 beteiligten Künstlern und Gruppen zählten unter anderem die Indierock-Band Red Krayola und der Filmer Frederick Wiseman. Der Filmemacher Werner Herzog zeigte eine Videoinstallation, in der zwanzig fantastische Landschaften des niederländischen Malers und Radierers Hercules Seghers im Mittelpunkt standen.

„Die Künstler sind der alten Kategorien Minimalismus, Postminimalismus, Konzeptkunst überdrüssig. Sie wollen Grenzen durchbrechen und suchen in den Seitenwegen der Kunstgeschichte nach interessanten Figuren, in denen sie ihre Vorfahren erkennen.“